# Nico Cereghini
Nico Cereghini (Casargo, Italia, 12 de julio de 1948) fue un piloto de motociclismo y periodista italiano, especialista en carreras de resistencia aunque también participó en el Campeonato del Mundo de Motociclismo desde 1975 hasta 1978.

## Biografía
Apasionado por las motocicletas, comenzó como colaborador en la revista " Motociclismo" en 1968. Al principio los setenta, debutó en competiciones, compitiendo en derivados de la serie y en Mundial de resistencia primero con Laverda SFC, y luego con una Laverda 1000.
En la Copa FIM terminó octavo en 1975, gracias al tercer puesto junto a Augusto Brettoni, en los 1.000 km del Mugello y el segundo puesto en las 24 Horas de Lieja, en el Spa junto a Roberto Gallina. En 1973 la pareja Cereghini - Daneu, montando un Segoni Special con mecánica " SFC", fue la única tripulación italiana en terminar Bol d'Or. Participó nuevamente en 1976, terminando en décimo lugar con Andrea Sorci con un Segoni-Kawasaki. 
En total, seis participaciones de Cereghini en la Bol d'Or, incluida la Circuito Castellet, en 1978, donde pilotó su prototipo Laverda 1000 V6, junto a Carlo Perugini.
Cereghini corrió también 9 carreras del Campeonato del Mundo de Motociclismo desde 1975 hasta 1978 de la cilindrada de 500cc, sin conseguir puntos. En esta misma categoría, participó en el Campeonato Italiano de Velocidad, con un quinto puesto en la general en 1976 y 1977.
En 1972 demostró sus dotes como piloto profesional también en lancha motora, disputando las 24 horas de Rouen.
A partir de 1982 comenzó a ser conocido por el público en general como comentarista para el programa de televisión de motos de Italia 1, del cual todavía es colaborador. También desde 2009 colabora con el periódico en línea Moto.it como columnista.

## Resultados en el Campeonato del Mundo
Sistema de puntuación desde 1969 hasta 1987:
| Posición | 1.º | 2.º | 3.º | 4.º | 5.º | 6.º | 7.º | 8.º | 9.º | 10.º |
| Puntos   | 15  | 12  | 10  | 8   | 6   | 5   | 4   | 3   | 2   | 1    |

### Carreras por año
(Carreras en Negrita indica pole position, Carreras en cursiva indica vuelta rápida)
| Año  | Clase | Equipo | 1       | 2     | 3       | 4       | 5      | 6       | 7       | 8     | 9     | 10    | 11    | 12    | 13    | Pts. | Pos. |
| ---- | ----- | ------ | ------- | ----- | ------- | ------- | ------ | ------- | ------- | ----- | ----- | ----- | ----- | ----- | ----- | ---- | ---- |
| 1975 | 500cc | Suzuki | FRA 19  |       | AUT -   | GER -   | NAT 12 | IOM -   | NED -   | BEL - | SWE - | SWE - | CZE - | YUG - |       | 0    | -    |
| 1976 | 500cc | Suzuki | FRA Ret | AUT - | NAC Ret |         | IOM -  | NED -   | BEL Ret | SUE - | FIN - | CZE - | ALE - |       |       | 0    | -    |
| 1977 | 500cc | Suzuki | VEN -   | AUT - | ALE Ret | NAC Ret |        | FRA Ret |         | NED - | BEL - | SUE - | FIN - | CZE - | GBR - | 0    | -    |
| 1978 | 500cc | Suzuki | VEN -   | ESP - | AUT -   | FRA -   | NAC 11 | NED -   | BEL -   | SUE - | FIN - | GBR - | ALE - |       |       | 0    | -    |